# El hombre que perdió el tren
El hombre que perdió el tren és una pel·lícula coproducció hispano-mexicana dirigida en 1960 per l'argentí León Klimovsky. Fou estrenada a Mèxic com Marcelino perdió el tren.

## Sinopsi
Un home perd el tren i no pot arribar a la seva destinació. Però aquest fet es veu compensat pel fet que durant l'espera coneix una dona atractiva.

## Premis
Medalles del Cercle d'Escriptors Cinematogràfics
| Any  | Categoria                | Pel·lícula     | Resultat  |
| ---- | ------------------------ | -------------- | --------- |
| 1960 | Millor argument original | José Santugini | Guanyador |